# Mujer de sal junto a un hombre vuelto carbón
Mujer de sal junto a hombre vuelto carbón es un álbum realizado a dúo entre Estela Magnone y Jaime Roos. Fue publicado en 1985 por el sello  Orfeo. 
Todas las músicas de las canciones del disco son de Magnone, los arreglos de Roos y las letras (casi todas con referencias a historias de amor) están repartidas entre ambos. Todos los instrumentos y voces son interpretados por ellos.
Jaime y Estela eran en ese momento pareja. Estela formaba parte de Travesía (junto a Mariana Ingold y Mayra Hugo), grupo que había participado en 1982 en el álbum Siempre son las 4 de Jaime y que en 1983 grabó su primer disco (Ni un minuto más de dolor) producido por el propio Roos.
El disco tiene un sonido de "entrecasa", pese a haber sido grabado en un estudio profesional. Se destaca el minimalismo instrumental y la economía de recursos, algo no muy usual en la discografía de Jaime Roos.
El álbum se lanzó a fines de 1985, casi simultáneamente al muy vendido disco Brindis por Pierrot de Jaime. Esto puede haber sido la causa de que sea el álbum menos vendido de la carrera de Roos.
La canción Carbón y sal (que abre el disco) fue reeditada en el álbum de Jaime Roos de 1988, Antología, con lo que se volvió bastante popular. Esa misma canción, Tras tus ojos y Veces fueron incluidas en el disco El Puente de 1995. Jaime Roos realizó una nueva versión de Andenes en su disco Contraseña.
Las canciones del álbum, salvo Tras tus ojos, fueron publicadas en 1993 en CD junto con el álbum debut de Estela Magnone, Vals prismático. El álbum completo fue reeditado en formato CD en 2016 por Bizarro Records, dentro de la colección "Obra completa" de Jaime Roos.

## Lista de canciones
La música de todos los temas fue compuesta por Estela Magnone.
1. Carbón y sal (letra de Jaime Roos)
2. Marino  (letra de Estela Magnone)
3. Casi tu cara  (letra de Magnone)
4. Veces (letra de Roos)
5. Garabatos (letra de Magnone y Roos)
6. Es como I (letra de Roos)
7. Andenes (letra de Magnone)
8. Tras tus ojos (letra de Magnone y Roos)
9. Prendiendo su vestido (letra de Magnone)
10. Los bailarines (letra de Roos)
11. Es como II (letra de Roos)